# ميشطة زرودية الورق
ميشطة زرودية الورق (الاسم العلمي:Anogeissus phillyreifolia) هي نوع غير مؤكد من النباتات يتبع جنس الميشطة من الفصيلة القمبريطية.